# Malevil (pel·lícula)
Malevil és una pel·lícula post-apocalíptica francesa del 1981 dirigida per Christian de Chalonge. És l'adaptació de la novel·la de ciència-ficció de 1972 Malevil de Robert Merle.

## Trama
La pel·lícula té lloc en un petit poble anomenat "Malevil" al centre de França. A causa d'un problema administratiu, l'alcalde, el farmacèutic, els agricultors, els comerciants i altres vilatans assisteixen a una reunió al gran celler del castell local en un bonic dia assolellat de finals d'estiu. No obstant això, mentre té lloc la reunió, la ràdio s'apaga de cop. Moments després, es produeixen explosions enormes seguides de flaixos llargs i violents. El soroll, la calor excessiva i la humitat fan que tothom al celler quedi inconscient.
Els supervivents es desperten per trobar un món cremat on gairebé no queda res. Comencen una nova vida enfrontats a l'aïllacionisme i la violència.

## Repartiment
- Michel Serrault: Emmanuel Comte
- Jacques Dutronc: Colin
- Jean-Louis Trintignant: Fulbert
- Jacques Villeret: Momo
- Robert Dhéry: Peyssou
- Hanns Zischler: el veterinari
- Penelope Palmer: Evelyne
- Jean Leuvrais: caderner
- Emilie Lihou: La Menou
- Jacqueline Parent: Cathy
- Eduard Linkers: Fabrelatre
- Marianik Revillon: Emma
- Guy Saint-Jean: un policia
- Bernard Waver: un policia
- Reina Bartève: Judit
- Michel Berto: Baby007

## Producció
El guió està basat en la novel·la de 1972 Malevil de l'escriptor de ciència-ficció francès Robert Merle. Tot i utilitzar els personatges del llibre, la trama es desvia gairebé completament del llibre. També es va utilitzar un final diferent a la pel·lícula. Merle, que creia que l'esperit de la seva novel·la havia estat tergiversat, va demanar que el seu nom no s'esmentés als crèdits. En canvi, la pel·lícula afirma que la pel·lícula només es va inspirar en la novel·la Malevil.
El rodatge es va realitzar en exteriors del departament de l'Avairon, al castell de Les Bourines à Bertolena, a La Glèisa de Severac, així com al departament de l'Erau a Lo Cailar i a Sant Tibèri.